# Valle Guidino
Valle Guidino (La Vàl o Vàl Guidén in dialetto brianzolo) è una frazione di Besana in Brianza, in provincia di Monza e Brianza, posta sulla strada da Carate a Monticello tra il capoluogo comunale e la frazione di Villa Raverio.

## Storia
Le prime notizie storiche relative a Valle risalgono al secolo XIV, quando era incluso nella Pieve di Agliate della Provincia di Milano. Nel 1751 il comune di Monte contava 110 abitanti, saliti a 205 nel 1771.
Nel 1805 con il Regno d’Italia, Valle coi suoi 218 residenti viene inserito nel Distretto di Monza del Dipartimento d'Olona. Nel 1809 il comune viene poi per la prima volta temporaneamente aggregato a quello di Besana su decreto di Napoleone, ma nel 1816 gli austriaci annullarono tutto al loro ritorno, e il paese arrivò a 469 anime nel 1853 salite a 493 nel 1861. Nel 1862, un anno dopo la costituzione Regno d'Italia, assunse la denominazione di Valle Guidino, fino al 1869 quando entra a far parte del comune di Besana in Brianza.

## Monumenti e luoghi d'interesse

### Chiesa Parrocchiale di Santa Maria Assunta
La chiesa di Valle Guidino, dedicata a santa Maria Assunta, è della parrocchia di Valle Guidino (comunità pastorale S.Caterina di Besana).Sul campanile è presente un concerto di 5 campane in sib3 fuse da Michele Comerio 1827 (la piccola è stata fusa dai Fratelli Ottolina nel 1933) ed esse provengono dalla chiesa vecchia oggi sconsacrata.

### Monumento naturale regionale del Sasso di Guidino

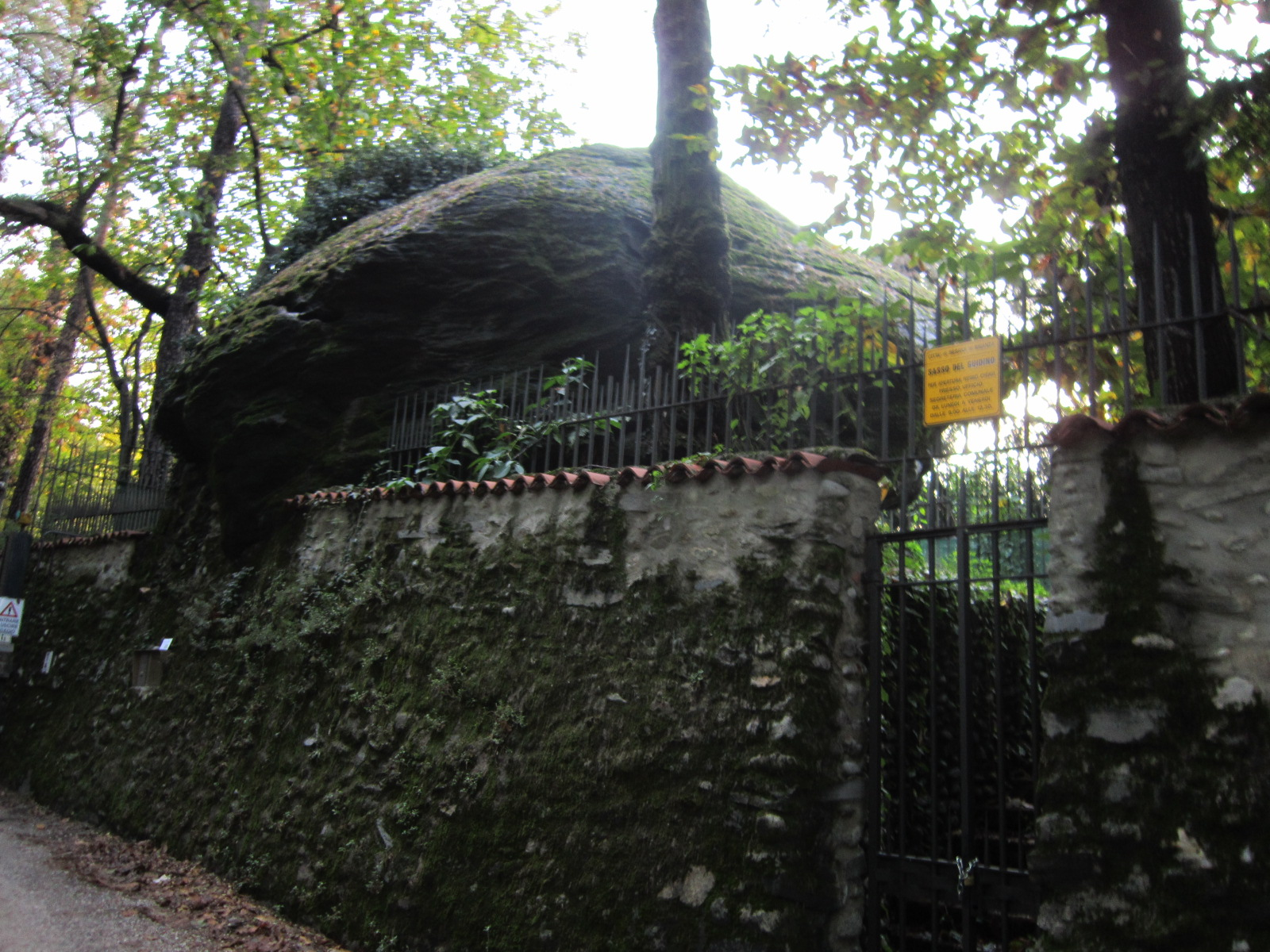
Il Sasso del Guidino come si vede dall'esterno della Villa "Il Guidino"

In località Guidino, collina morenica ad un'altitudine di 300 m s.l.m., e precisamente nel parco della villa omonima, sul confine del muro di cinta si trova "Il sasso del Guidino". Si tratta di un enorme masso erratico o trovante. Le sue ragguardevoli dimensioni, all'incirca mt. 9 X 5 X 6, rendono il masso monumento naturale di importanza regionale. La sua provenienza, legata all'ultima glaciazione del quaternario (Würm), potrebbe essere la Valtellina, più precisamente la Val Malenco - Gruppo del Disgrazia. Comunque l'importanza del " Sasso del Guidino " oltre che alle sue dimensioni è legata principalmente alla sua posizione, la più meridionale della Lombardia, testimonianza della massima estensione glaciologia verso sud. Struttura petrografica costituita da roccia serpentinosa.

### Villa "Il Guidino"
La villa è posta in magnifica posizione panoramica in cima al colle del Guidino, il quale domina la valle del Lambro fino alla pianura padana e - come molte ville brianzole in simile posizione - essa è il risultato, in questo caso ottocentesco, di numerose modifiche e ricostruzioni di un nucleo fortificato medioevale.
Il Guidino era antico possesso dell'ex Monastero Benedettino di Brugora che probabilmente è stato concesso dalla famiglia Casati, fondatrice del monastero stesso nel 1102.
Un'investitura del 1502 riconferma il possesso del Guidino alla Badessa dei secoli successivi e ne nominano i possedimenti che oltre al Guidino si estendevano alla comunità di Valle.
Tuttavia in essi non risulta sia citata in cima al colle la presenza né della torre, smantellava evidentemente molto prima di quella che le stava di fronte a Monte ora Montesiro (l'attuale villa De Marchi Gherini) essa pure della famiglia Casati e che ebbe un destino castellano più illustre, né di altra costruzione di tipo conventuale o padronale, bensì solo di case rustiche.
Con la Repubblica Cisalpina nel 1798 tutti i suoi possedimenti furono acquistati per Lire 12.095 dal signor Tommaso Giussani e costui rivendette i terreni del Guidino con annessa «casa da massaro» al signor «Capo Maestro» Gaetano Brioschi nel 1815 per Lire 55.000. 
La costruzione della villa attuale fu fatta dal Brioschi stesso probabilmente nel secondo decennio: appare difatti già perfettamente configurata nelle planimetrie del Brenna del 1814 e alla morte del 1845 dello stesso Brioschi il suo testamento in favore del figlio Ferrante parla della «deliziosa villa detta Il Guidino».
Dall'analisi della pianta risulta tuttavia evidente che il Brioschi non costruì la sua villa ex novo, ma dovette sfruttare costruzioni precedenti (la simmetria delle proporzioni e delle aperture è infatti solo apparente): il corpo occidentale conserva perimetralmente la misura quadrata della torre che esso ingloba, mentre quello opposto è rettangolare essendo i muri delle facciate principali leggermente divergenti pur permettendo un passaggio ottico mediano in corrispondenza delle due aperture centrali.
La villa corrisponde nella veste esterna (come in quella interna) alla tipologia neoclassica corrente pur conservando nel leggero avanzamento dei due corpi terminali della fronte meridionale il ricordo di quella barocca.
Il sopralzo delle due torrete simmetriche, come il piccolo attico decorativo della fronte settentrionale, sembrano aggiunte posteriori, fatte probabilmente per riecheggiare una tipologia castellana a ricordo del troncone di torre abilmente inglobato e sfruttato appunto nel lato occidentale della costruzione. Fu questo spezzone di torre elevantesi fino al primo piano ad obbligare le misure della larghezza di questo lato dell'edificio. A piano terreno nello spessore di quasi due metri dei muri furono ricavate, oltre alle aperture verso l'esterno e passaggi verso gli ambienti vicini, una bella sala da pranzo circolare aperta verso il parco con nicchie e soffitto a botte decorato a cassettoni concentrici a Trompe-l'œil, e nella parte posteriore versi la corte alberata, la cucina e i servizi. All'esterno lo spezzone della torre venne camuffato per non alterare le proporzioni, come un'aggiunta, decorata da nicchie, di sostegno a una terrazza panoramica che corre lungo tutto il fianco del primo piano.
Sotto di essa, ai piedi della corte bastionata che circonda la villa, si estende la parte boschiva del bel parco che avvolge la parte meridionale e occidentale del colle, celando la Kaffehaus, cascine e uno straordinario masso erratico.
L'ingresso alla villa avviene da nord attraverso un edificio di servizi parallelo ma più basso di quello padronale e gli corrisponde un viale alberato esterno che si sviluppa lungo un asse di simmetria nord-sud che attraversa visivamente il corpo rustico, la grande corte-giardino e infine la villa. Nel corpo dei servizi è sistemata una piccola cappella, essa pure di aspetto neoclassico, la cui facciata rivolta verso l'esterno fa da coronamento scenografico al lungo e sinuoso viale alberato di accesso alla proprietà.